# Cartagena, Tây Ban Nha
Cartagena (phát âm tiếng Tây Ban Nha: [kaɾtaˈxena]; tiếng Latinh: Carthago Nova) là một thành phố nằm tại Vùng Murcia, bên bờ Địa Trung Hải, phía đông nam Tây Ban Nha. Tính đến tháng 1 năm 2011, thành phố có dân số là 218.210 người.